# When the Sun Goes Down (canción)
«When the Sun Goes Down» es el segundo sencillo de la banda originaria de Sheffield, Reino Unido, Arctic Monkeys, lanzado originalmente el 16 de enero de 2006 en su país de origen y el 14 de febrero del mismo año en los Estados Unidos.
Esta canción trata el tema de la prostitución en el distrito de Neepsend, Sheffield, y fue originalmente titulada "Scummy" en referencia al cliente de la prostituta protagonista de la letra de la canción. Además, se menciona en ella a The Police y su canción "Roxanne". Alcanzó el primer puesto en las listas británicas de éxitos, relevando al sencillo "I Bet You Look Good on the Dancefloor", de la misma banda. El disco que contiene la canción, Whatever People Say I Am, That's What I'm Not, fue publicado sólo una semana después de este sencillo.
Las primeras noticias acerca de la edición del álbum indicaban que la canción iba a titularse "Sun Goes Down", pero el nombre final acabó confirmándose en el sitio web oficial de la banda.
El vídeo musical de la canción fue emitido por primera vez el 21 de diciembre de 2005 en la MTV. Este vídeo inspiró la creación de una película, Scummy Man, en la que actúan los mismos intérpretes que en el vídeo musical y que cuenta la historia de Nina, nombrada en la canción como "esa chica de ahí" ("that girl there").

## Lista de canciones
Letras escritas por Alex Turner, música por Arctic Monkeys.
- CD RUG216CD

1. «When the Sun Goes Down» 3.20
2. «Stickin' to the Floor» 1.18
3. «7» 2.10

- 7" RUG216
  - Side A «When the Sun Goes Down» 3.20
  - Side B «Settle for a Draw» 3.19

- Datos: Q2319104